# Heilsmoor
Das Heilsmoor ist ein ehemaliges Naturschutzgebiet in den Gemeinden Hambergen und Vollersode der Samtgemeinde Hambergen im niedersächsischen Landkreis Osterholz.

## Allgemeines
Das ehemalige Naturschutzgebiet hat eine Größe von 148,5 Hektar. Es wurde 1981 durch die Bezirksregierung Lüneburg unter Naturschutz gestellt und trug die statistische Bezeichnung „NSG LÜ 77“. Zum 28. Januar 2021 wurde es mit dem Naturschutzgebiet „Springmoor“ zum Naturschutzgebiet „Heilsmoor und Springmoor“ zusammengelegt.
Laut der Bezirksregierung Lüneburg erfolgte die ursprüngliche Unterschutzstellung „zur Erhaltung der hier vorhandenen Moorflächen mit ihrem spezifischen Wasser- und Nährstoffhaushalt sowie zur Erhaltung und Entwicklung der mooreigenen Flora und Fauna“.
Das Gebiet kann auf den Wegen begangen werden.

## Natur

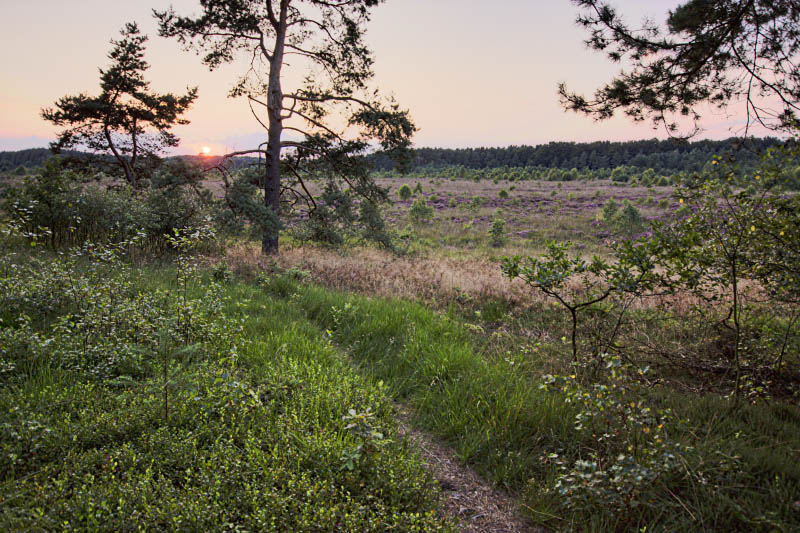
Entwässerte Ebene im NSG Heilsmoor

Ende des 19. Jahrhunderts wurde die damals weitgehend baumfreie Landschaft in diesem Gebiet in Nutzung genommen. Teile des Moores wurden entwässert und im Handstich Torf als Brennmaterial abgebaut. Nach dem Ende des Torfabbaus wurde der überwiegende Teil der Flächen sich selbst überlassen. Durch Verlegung des Hauptentwässerungsgrabens und den Aufstau verschiedener anderer Gräben konnte die weitere Entwässerung des Geländes unterbunden werden. Da außerdem in großen Teilen des Gebietes durch Entkusselung der Gehölzaufwuchs zurückgedrängt werden konnte, bietet sich dem Beobachter wieder der Anblick einer baumfreien Moorlandschaft. Diverse Handtorfstiche sind inzwischen verlandet und mit Torfmoosen zugewachsen. Landwirtschaft ist nur noch im westlichen und südwestlichen Teil des Gebietes vorhanden. Am nordöstlichen Rand des Gebietes liegt ein größerer Moorteich. Ein erheblicher Flächenanteil des Gebietes wurde durch den Landkreis Osterholz als untere Naturschutzbehörde aufgekauft.

## Pflanzen- und Tierwelt
Im Heilsmoor ist großflächig baumfreie Hochmoorvegetation vorhanden. Sie weist außer Torfmoosen auch Zwergsträucher (Glockenheide, Moosbeeren und Rosmarinheide) auf. Entlang von Wasserläufen sind Gebüsche des Gagelstrauches vorhanden, in wassergefüllten Torfstichen gibt es neben Torfmoosrasen auch Wollgrasbestände. In anderen Bereichen ist das Gebiet durch Bruchwald geprägt.
Das Gebiet ist Heimat zahlreicher Libellen- und Schmetterlingsarten. Hochmoortypische Schmetterlingsarten sind Moorperlmuttfalter und Moosbeerenbläuling. An Kriechtieren kommen Kreuzotter, Ringelnatter, Schlingnatter, Waldeidechse und Blindschleiche vor. Ziegenmelker und Waldschnepfe brüten im Gebiet, Baumfalke und Habicht in den angrenzenden Forsten, wobei diese Arten im Gebiet jagen. Nach den Entkusselungsarbeiten soll auch der Kranich wieder heimisch werden.

## Andere Schutzkategorien
Das Gebiet liegt im Bereich des FFH-Gebietes 34 (Heilsmoor, Springmoor). Es ist umschlossen vom Landschaftsschutzgebiet „Giehler Bach“ und liegt in der Nähe des ehemaligen Naturschutzgebietes „Springmoor“.